# حیوان (آلبوم کشا)
حیوان (به انگلیسی: Animal) نخستین آلبوم استودیویی از خواننده-ترانه‌پرداز آمریکایی کشا می‌باشد که در ۵ ژانویهٔ سال ۲۰۱۰ از سوی آرسی‌ای رکوردز منتشر گردید.

## ترانه‌ها
| فهرست ترانه‌های حیوان | فهرست ترانه‌های حیوان            | فهرست ترانه‌های حیوان                     | فهرست ترانه‌های حیوان    | فهرست ترانه‌های حیوان |
| شماره                | نام                             | نویسنده(ها)                              | تهیه‌کنندگان             | مدت                  |
| -------------------- | ------------------------------- | ---------------------------------------- | ----------------------- | -------------------- |
| ۱.                   | «عشق تو داروی من»               | کشا سیبرت پیبی سیبرت جاشوا کولمن         | دکتر لوک بنی بلانکو امو | ۳:۰۶                 |
| ۲.                   | «تیک‌تاک»                        | ک‌سیبرت لوکاز گوتوالد بنجامین لوین        | دکتر لوک بلانکو         | ۳:۱۹                 |
| ۳.                   | «درش بیار»                      | ک‌سیبرت گوتوالد کلود کلی                  | دکتر لوک                | ۳:۳۵                 |
| ۴.                   | «ببوس و بگو»                    | ک‌سیبرت گوتوالد مکس مارتین شلبک           | دکتر لوک مکس مارتین     | ۳:۲۷                 |
| ۵.                   | «استفان»                        | ک‌سیبرت پ‌سیبرت دیوید جیمسون اولیور لیبر   | جیمسون لیبر [الف]       | ۳:۳۲                 |
| ۶.                   | «ور ور» (به همراهٔ تری‌اوه‌تری)    | ک‌سیبرت لوین نئون هیچ شان فورمن           | بلانکو                  | ۲:۵۲                 |
| ۷.                   | «خماری»                         | ک‌سیبرت گوتوالد مارتین شلبک               | دکتر لوک مارتین امو [ب] | ۳:۵۲                 |
| ۸.                   | «مهمانی‌ای در خانهٔ فردی ثروتمند» | ک‌سیبرت شلبک لوین                         | شلبک بلانکو             | ۲:۵۵                 |
| ۹.                   | «زیرآب زن»                      | ک‌سیبرت جیمسون مارک نلکین جان اینگلدزبی   | جیمسون                  | ۳:۰۶                 |
| ۱۰.                  | «کور»                           | ک‌سیبرت گوتوالد لوین کولمن                | دکتر لوک بلانکو امو     | ۳:۱۷                 |
| ۱۱.                  | «دایناسور»                      | ک‌سیبرت مارتین شلبک                       | مارتین شلبک             | ۲:۵۵                 |
| ۱۲.                  | «با چشمان اشک‌آلود می‌رقصم»       | ک‌سیبرت گوتوالد لوین کلی                  | دکتر لوک بلانکو         | ۳:۲۹                 |
| ۱۳.                  | «چکمه‌ها و پسرها»                | ک‌سیبرت تام نویل اولیویا نروو میریام نروو | نویل                    | ۲:۵۶                 |
| ۱۴.                  | «حیوان»                         | ک‌سیبرت پ‌سیبرت گوتوالد گرگ کرستین         | کرستین                  | ۳:۵۷                 |
| مجموع مدت:           | مجموع مدت:                      | مجموع مدت:                               | مجموع مدت:              | ۴۶:۱۸                |

یادداشت‌ها
- ^  به تهیه‌کنندهٔ موسیقی همکار اشاره دارد
- ^  به تهیه‌کنندهٔ اضافی اشاره دارد